# Alejo Fernández
Alejo Fernández (kolem roku 1475 – 1545 Sevilla) byl španělský malíř, činný v Córdobě a Seville. Jeho styl byl ovlivněn nizozemským a benátským malířstvím.

## Dílo
- Růžová madona, 1516, S. Ana de Triana
- Portrét mistra Rodriga 1520, kaple Staré univerzity v Seville
- Námořnická madona 1531–5, kaple Vysoké školy navigace